# Michael Heemskerk
Michael Heemskerk (Noordwijkerhout, 16 maart 1986) is een Nederlandse langebaanschaatser die gespecialiseerd is in het allrounden. Hij deed eenmaal mee met het NK afstanden. Tijdens het NK allround 2010 in Heerenveen eindigde hij op een vijftiende plaats. Hij is lid van de Noordwijkse IJsclub.

## Persoonlijke records
| Afstand     | Tijd     | Datum           | Baan       |
| ----------- | -------- | --------------- | ---------- |
| 500 meter   | 37,24    | 6 maart 2010    | Heerenveen |
| 1000 meter  | 1.13,54  | 2 december 2009 | Alkmaar    |
| 1500 meter  | 1.50,96  | 7 maart 2010    | Heerenveen |
| 3000 meter  | 3.58,06  | 5 december 2009 | Heerenveen |
| 5000 meter  | 6.49,14  | 6 maart 2010    | Heerenveen |
| 10000 meter | 15.01,68 | 17 januari 2009 | Erfurt     |